# Кызыл-Джылдыз
Кызыл-Джылдыз (кирг. Кызыл-Жылдыз) — село в Манасском районе Таласской области Кыргызстана. Административный центр Уч-Коргонского аильного округа. Код СОАТЕ — 41707 225 845 01 0.

## Население
По данным переписи 2009 года, в селе проживало 2421 человек.